# Fitling
Fitling – osada w Anglii, w hrabstwie East Riding of Yorkshire. Leży 16 km na wschód od miasta Hull i 253 km na północ od Londynu.